# Fougères-sur-Bièvre
Fougères-sur-Bièvre és un municipi francès, situat a la regió del Centre - Vall del Loira, al departament del Loir i Cher.